# Zeitentwicklungsoperator
Der Zeitentwicklungsoperator {\displaystyle U} ist ein quantenmechanischer Operator, mit dem sich die zeitliche Entwicklung eines physikalischen Systems berechnen lässt. Der quantenmechanische Operator ist eng verwandt mit dem Propagator in der Quantenfeld- oder Vielteilchentheorie. Üblicherweise wird er als {\displaystyle U(t,t_{0})} geschrieben und bezeichnet die Entwicklung des Systems vom Zeitpunkt {\displaystyle t_{0}} zum Zeitpunkt {\displaystyle t}.

## Konstruktion
Die Konstruktion des Zeitentwicklungsoperators kann über die formale Exponentiation der Schrödingergleichung oder direkt über seine Eigenschaften erfolgen.

### Über die Exponentiation der Schrödingergleichung
Der Zeitentwicklungsoperator {\displaystyle U(t,t_{0})} wird definiert über die Zeitentwicklung eines beliebigen Zustandes {\displaystyle |\psi \rangle } zu einem Zeitpunkt {\displaystyle t_{0}} bis zum Zeitpunkt {\displaystyle t}:
{\displaystyle |\psi (t)\rangle =U(t,t_{0})\,|\psi (t_{0})\rangle \quad \forall |\psi \rangle }
Einsetzen in die Schrödingergleichung liefert einen Satz gewöhnlicher Differentialgleichungen 1. Ordnung:
{\displaystyle \mathrm {i} \hbar {\tfrac {\partial }{\partial t}}U(t,t_{0})=H(t)\,U(t,t_{0})}
Diese Gleichungen sind zur Schrödingergleichung insofern äquivalent, als sie die Erweiterung des Zeitentwicklungsoperators um einen infinitesimalen Zeitschritt {\displaystyle \delta t} beschreiben:
{\displaystyle U(t+\delta t,t_{0})=(1-{\tfrac {\mathrm {i} }{\hbar }}H(t)\,\delta t)\,U(t,t_{0})+O(\delta t^{2})}
mit dem Hamiltonoperator {\displaystyle H}, der den Erzeuger der Zeitentwicklungen darstellt.
Aus diesen Gleichungen können einige Eigenschaften von {\displaystyle U(t,t_{0})} abgelesen werden:
1. Kontinuität: {\displaystyle U(t_{0},t_{0})=1}
2. Unitarität: {\displaystyle U^{\dagger }(t,t_{0})\,U(t,t_{0})=1}
3. Propagatoreigenschaft: {\displaystyle U(t,t_{0})=U(t,t^{\prime })\,U(t^{\prime },t_{0})\quad \forall t^{\prime }}

Kontinuität und Propagatoreigenschaft folgen direkt aus der Definition von {\displaystyle U}. Die Unitarität folgt aus der Selbstadjungiertheit von {\displaystyle H} und sichert die Erhaltung der Norm und damit der Gesamtwahrscheinlichkeit:
{\displaystyle \langle \psi (t)|\psi (t)\rangle =\langle \psi (t_{0})|U^{\dagger }(t,t_{0})\,U(t,t_{0})|\psi (t_{0})\rangle =\langle \psi (t_{0})|\psi (t_{0})\rangle }

### Über die Eigenschaften des Operators
Umgekehrt kann auch die Zeitentwicklung als Ausgangspunkt genommen werden: Das System wird durch einen Zeitentwicklungsoperator {\displaystyle U(t,t_{0})} definiert, der den o. g. Kriterien 1 bis 3 genügen muss. Dann wird dieser durch einen selbstadjungierten Operator {\displaystyle H(t)} erzeugt, womit die Brücke zum Hamiltonoperator und zur Schrödingergleichung geschlagen ist.

## Explizite Form
Aus der Schrödingergleichung erhalten wir zunächst nur die infinitesimale Form des Zeitentwicklungsoperators (siehe oben):
{\displaystyle U(t+\delta t,t)=1-{\tfrac {\mathrm {i} }{\hbar }}H(t)\,\delta t+O(\delta t^{2})}
Endliche Zeitentwicklungen erhält man grob gesprochen entweder durch Verknüpfung unendlich vieler infinitesimaler Zeitschritte oder durch eine Reihenentwicklung.

### Zeitunabhängige Systeme
Falls der Hamiltonoperator {\displaystyle H} nicht explizit zeitabhängig ist, so lässt sich eine analytische Lösung für den Zeitentwicklungsoperator finden. Für die Aneinanderreihung von kleinen Zeitentwicklungen {\displaystyle \delta t} erhält man im Grenzwert {\displaystyle \delta t} gegen 0 ein Matrixexponential:
{\displaystyle U(t,t_{0})=\lim _{\delta t\to 0}\left(1-{\tfrac {\mathrm {i} }{\hbar }}H\delta t\right)^{\frac {t-t_{0}}{\delta t}}=\exp \left(-{\tfrac {\mathrm {i} }{\hbar }}H\cdot (t-t_{0})\right)}
Dasselbe Ergebnis folgt auch direkt aus der Schrödingergleichung für {\displaystyle U}, wenn man den Operator in eine Potenzreihe in {\displaystyle t-t_{0}} entwickelt und einen Koeffizientenvergleich durchführt. Man erhält dann die Potenzreihenentwicklung der Exponentialfunktion:
{\displaystyle U(t,t_{0})=\sum _{n=0}^{\infty }{\frac {1}{n!}}\left(-{\tfrac {\mathrm {i} }{\hbar }}H\cdot (t-t_{0})\right)^{n}=\exp \left(-{\tfrac {\mathrm {i} }{\hbar }}H\cdot (t-t_{0})\right)}
{\displaystyle U(t,t_{0})} ist für zeitunabhängige Systeme nur von der Zeitdifferenz {\displaystyle \Delta t=t-t_{0}} abhängig, was die Unabhängigkeit des Systems gegenüber der Wahl des Zeitursprungs ausdrückt (zeitliche Translationsinvarianz).
Für praktische Rechnungen verwendet man meist die Spektraldarstellung des Zeitentwicklungsoperators, bei der der „unpraktische“ Operator im Exponenten zu einem Phasenfaktor wird:
{\displaystyle U(t,t_{0})=\sum _{n}\exp \left(-{\tfrac {\mathrm {i} }{\hbar }}E_{n}(t-t_{0})\right)|n\rangle \langle n|},
wobei {\displaystyle {|n\rangle }} die Energieeigenbasis ({\displaystyle H|n\rangle =E_{n}|n\rangle }) darstellt. Diese Form passt mit der Lösung der zeitseparierten Schrödingergleichung zusammen.

### Explizit zeitabhängige Systeme
Ist {\displaystyle H=H(t)} zeitabhängig, so sind im Allgemeinen nur mehr numerische Lösungen für {\displaystyle U} möglich, es sei denn, der Hamiltonoperator kommutiert, zu verschiedenen Zeitpunkten ausgewertet, mit sich selbst. Dann kann wie im eindimensionalen Fall die Differenzialgleichung durch Exponentiation gelöst werden und man erhält:
{\displaystyle U(t,t_{0})=\exp \left(-{\tfrac {\mathrm {i} }{\hbar }}\int _{t_{0}}^{t}H(\tau )d\tau \right)\quad \Leftrightarrow \quad [H(t),H(t^{\prime })]=0}
In der Regel ist dies nicht der Fall und man muss eine der beiden obigen Techniken für zeitunabhängige Systeme verallgemeinern, um zu einer Lösung zu kommen.
Betrachtet man die Zeitentwicklung wieder als Aneinanderreihung kleiner (in diesem Fall nicht äquivalenter) Zeitschritte {\displaystyle \delta t}, so definiert der Grenzwert {\displaystyle \delta t} gegen 0 formal ein Produktintegral nach Vito Volterra:
{\displaystyle U(t,t_{0})=\lim _{\delta t\to 0}\prod _{t_{i}}\left(1-{\tfrac {\mathrm {i} }{\hbar }}H(t_{i})\delta t\right)=:\prod _{\tau =t_{0}}^{t}\left(1-{\tfrac {\mathrm {i} }{\hbar }}H(\tau )d\tau \right)}
Dieses Bild der aneinandergereihten kleinen Zeitschritte („time slicing“) ist eine wesentliche Zutat für die Definition des Pfadintegrals. Für praktische Rechnungen betreibt man in der Regel Zeitabhängige Störungstheorie, bei der man eine Reihenentwicklung für {\displaystyle U} in die Schrödingergleichung in Integralform einsetzt. Die Störungsreihe ergibt sich dann zur sogenannten Dyson-Reihe:
{\displaystyle U(t,t_{0})=\sum _{n=0}^{\infty }\left(-{\frac {\mathrm {i} }{\hbar }}\right)^{n}\int _{t_{0}}^{t}dt_{1}H(t_{1})\int _{t_{0}}^{t_{1}}dt_{2}H(t_{2})\cdots \int _{t_{0}}^{t_{n-1}}dt_{n}\;H(t_{n})}
{\displaystyle =\sum _{n=0}^{\infty }{\frac {1}{n!}}\left(-{\frac {\mathrm {i} }{\hbar }}\right)^{n}\int _{t_{0}}^{t}dt_{1}\cdots \int _{t_{0}}^{t}dt_{n}\;T\left[H(t_{1})\cdots H(t_{n})\right]}
{\displaystyle =:T\left[\exp \left(-{\frac {\mathrm {i} }{\hbar }}\int _{t_{0}}^{t}H(\tau )d\tau \right)\right].}
mit dem Zeitordnungs-Operator {\displaystyle T}. Im eindimensionalen Fall ist dieser Operator trivial und man erhält erneut obige Gleichung.  Während man sich für viele Systeme auf wenige Terme der Störungsreihe beschränken kann, gibt es manche Systeme wie etwa Nicht-Fermi-Flüssigkeiten, bei denen die Reihe nicht konvergiert.